# Claudia Weber
Claudia Weber (Frechen, 6 de noviembre de 1967) es una deportista alemana que compitió en judo. Ganó una medalla de bronce en el Campeonato Mundial de Judo de 1991 y dos medallas de plata en el Campeonato Europeo de Judo, en los años 1991 y 1992.

## Palmarés internacional
| Campeonato Mundial | Campeonato Mundial     | Campeonato Mundial | Campeonato Mundial |
| Año                | Lugar                  | Medalla            | Categoría          |
| ------------------ | ---------------------- | ------------------ | ------------------ |
| 1991               | Barcelona (España)     | Medalla de bronce  | Abierta            |
| Campeonato Europeo |                        |                    |                    |
| Año                | Lugar                  | Medalla            | Categoría          |
| 1991               | Praga (Checoslovaquia) | Medalla de plata   | +72 kg             |
| 1992               | París (Francia)        | Medalla de plata   | +72 kg             |